# Saint-Martin-du-Limet
Saint-Martin-du-Limet és un municipi francès situat al departament de Mayenne i a la regió de País del Loira. L'any 2007 tenia 476 habitants.

## Demografia

### Població
El 2007 la població de fet de Saint-Martin-du-Limet era de 476 persones. Hi havia 183 famílies de les quals 39 eren unipersonals (27 homes vivint sols i 12 dones vivint soles), 66 parelles sense fills, 74 parelles amb fills i 4 famílies monoparentals amb fills.
La població ha evolucionat segons el següent gràfic:
Habitants censats

### Habitatges
El 2007 hi havia 213 habitatges, 184 eren l'habitatge principal de la família, 24 eren segones residències i 5 estaven desocupats. 209 eren cases i 1 era un apartament. Dels 184 habitatges principals, 150 estaven ocupats pels seus propietaris i 34 estaven llogats i ocupats pels llogaters; 1 tenia una cambra, 7 en tenien dues, 19 en tenien tres, 43 en tenien quatre i 115 en tenien cinc o més. 157 habitatges disposaven pel capbaix d'una plaça de pàrquing. A 73 habitatges hi havia un automòbil i a 103 n'hi havia dos o més.

### Piràmide de població
La piràmide de població per edats i sexe el 2009 era:
| Homes | Edats   | Dones |
| ----- | ------- | ----- |
| 0     | 95 o +  | 0     |
| 0     | 90 a 94 | 0     |
| 0     | 85 a 89 | 4     |
| 0     | 80 a 84 | 0     |
| 4     | 75 a 79 | 8     |
| 12    | 70 a 74 | 4     |
| 8     | 65 a 69 | 4     |
| 8     | 60 a 64 | 12    |
| 12    | 55 a 59 | 12    |
| 12    | 50 a 54 | 12    |
| 32    | 45 a 49 | 24    |
| 24    | 40 a 44 | 20    |
| 20    | 35 a 39 | 20    |
| 16    | 30 a 34 | 16    |
| 8     | 25 a 29 | 4     |
| 36    | 20 a 24 | 16    |
| 12    | 15 a 19 | 44    |
| 36    | 10 a 14 | 44    |
| 12    | 5 a 9   | 16    |
| 8     | 0 a 4   | 4     |

## Economia
El 2007 la població en edat de treballar era de 314 persones, 240 eren actives i 74 eren inactives. De les 240 persones actives 225 estaven ocupades (124 homes i 101 dones) i 16 estaven aturades (4 homes i 12 dones). De les 74 persones inactives 30 estaven jubilades, 24 estaven estudiant i 20 estaven classificades com a «altres inactius».

### Ingressos
El 2009 a Saint-Martin-du-Limet hi havia 188 unitats fiscals que integraven 503,5 persones, la mediana anual d'ingressos fiscals per persona era de 16.146 €.

### Activitats econòmiques
Dels 10 establiments que hi havia el 2007, 2 eren d'empreses alimentàries, 3 d'empreses de construcció, 2 d'empreses de comerç i reparació d'automòbils, 2 d'empreses d'hostatgeria i restauració i 1 d'una empresa de serveis.
Dels 4 establiments de servei als particulars que hi havia el 2009, 2 eren fusteries, 1 lampisteria i 1 restaurant.
L'any 2000 a Saint-Martin-du-Limet hi havia 26 explotacions agrícoles que ocupaven un total de 988 hectàrees.

## Poblacions més properes
El següent diagrama mostra les poblacions més properes.